# Петар Божиновський
Петар Божиновський (серб. Петар Ташке Божиновски, мак. Петар Ташков Божиновски), відомий під псевдонімом Кочо (15 січня 1920, Бітола — 26 вересня 1970, Скоп'є) — югославський воєначальник, учасник Народно-визвольної війни в Югославії. Народний герой Югославії.

## Біографія
Народився 15 січня 1920 року в Бітолі. Закінчив дві класи середньої школи, вивчив ремесло кравця, але потім влаштувався на роботу на тютюнову фабрику. 
На початку 1941 року був прийнятий у Союз комуністичної молоді Югославії. Незабаром після окупації він вступив у партію, увійшовши до складу Оперативного штабу, який очолював Стеван Наумов. Петар домовився з ним про евакуацію цивільного населення і переведення в партизанський загін.
Після звільнення працював у Міністерстві внутрішніх справ, а потім у митній адміністрації. Помер 26 вересня 1970 року в Скоп'є. Був нагороджений Орденом Народного героя Югославії 30 липня 1952 року, медаллю Партизанської пам'яті 1941 року та іншими нагородами.